# Aloe elegans
Aloe elegans é uma espécie de liliopsida do gênero Aloe, pertencente à família Asphodelaceae.